# Ducati Desmosedici GP
La Desmosedici est un modèle de moto de compétition du constructeur italien Ducati.
Le nom « Desmosedici » (« Desmo » plus « Sedici », seize en italien) indique les particularités du moteur, actuellement unique au championnat du monde car il est équipé d'une distribution desmodromique à seize soupapes.
La dénomination de la Desmosedici de course contient un numéro derrière la mention GP, qui indique l'année de sa participation en championnat. Par exemple, la Desmosedici GP4 est la machine qui courait en 2004. Elle a été dessinée par Alan Jenkins et Fillipo Preziosi.
Elle fut présentée au Grand Prix d’Italie 2002 au Mugello, et fit ses grands débuts, aux mains de Loris Capirossi, lors du 1er Grand Prix de la saison 2003 sur le circuit de Suzuka au Japon. Loris Capirossi boucle le 1er tour en tête alors qu’il partait depuis la 15e place sur la grille, pour finir sur le podium. Il signe par ailleurs la vitesse maximale (déjà) à 316,5 km/h.
En 2007, Ducati propose une version route sur la base de la GP6, la Desmosedici RR.
À la fin de l'année 2013, Ducati recrute Luigi Dall'Igna afin de prendre en charge le département compétition Ducati Corse pour s'occuper du MotoGP et du Superbike.
La Desmosedici est mue par un moteur à quatre cylindres en V à 90°, à quatre temps et distribution desmodromique. Ce moteur s'avère très puissant, ce qui prévaut d’emmener la Desmosedici vers des vitesses maximales les plus élevées.
C'est ainsi qu'en 2015 au Mugello, Andrea Iannone atteint 350,6 km/h et Michelle Pirro 350,0 km/h.
En 2016, toujours au Mugello, Andrea Iannone atteint 354,9 km/h ; en 2017, encore au Mugello, Michelle Pirro fut mesuré à 354,7 km/h.
En 2018, sont mesurés : à Losail, Danilo Petrucci (351,9 km/h), au Mugello, Andrea Dovisiozo (356,4 km/h), Michelle Pirro (355,2 km/h), Danilo Petrucci (351,4 km/h).
En 2019 au Mugello, nouveau record à 356,7 km/h d'Andrea Dovisiozo et Michelle Pirro à 355,0 km/h pendant les essais ; Michelle Pirro (353,8 km/h) pendant la course.
Pendant les Tests de février 2020, sur le circuit de Losail, plusieurs fois la barre des 350 km/h a été franchie ; notamment (355,2 km/h) par Jack Miller.
Lors des Tests de mars 2021, au Qatar, Jack Miller et Johann Zarco ont passé à plusieurs reprises la barre des 350 km/h ; la palme revenant à Johann Zarco avec 357,6 km/h. Lors des essais du Grand Prix du Qatar 2021, la plupart des pilotes ont dépassé les 350 km/h. Lors de la FP1, Jorge Martin fut mesuré à 358,8 km/h et surtout en FP4, Johann Zarco à 362,4 km/h.

## Résultats
- Saison 2003 : Loris Capirossi et Troy Bayliss sont les deux premiers pilotes de la Desmosedici GP3.
- Saison 2014 : pour la première Saison de l’ère Luigi Dall'Igna, les deux pilotes officiels sont Andrea Dovisiozo et Cal Crutchlow. Andrea Dovisiozo monte sur le podium à deux reprises (Assen et États-Unis), Cal Crutchlow monte une fois sur la 3e marche (Aragon).
- Saison 2015 : les deux pilotes officiels montent à huit reprises sur le podium. Andrea Iannone (Italie, Qatar et Australie) et Andrea Dovisiozo (Qatar, Amériques et Argentine, France et Angleterre). Danilo Petrucci pilote Pramac monte sur la seconde marche du podium (Angleterre).
- Saison 2016 : les deux pilotes officiels Andrea Iannone et Andrea Dovisiozo emmènent la GP16 à la victoire (Autriche et Malaisie). Quatre podiums supplémentaires pour Andrea Dovisiozo (Qatar, Autriche, Japon et Allemagne) et trois podiums supplémentaires pour Andrea Iannone (États-Unis, Italie et Valence), Scott Redding quant à lui emmène sa GP15 sur un podium (Pays-Bas). Andrea Dovisiozo signe deux poles (Assen et Sepang) ; Andrea Iannone signe une pole (Autriche).
- Saison 2017 : Andrea Dovisiozo au guidon de sa GP17 remporte six Grands Prix (Italie, Catalogne, Autriche, Angleterre, Japon et Malaisie) ; il enregistre également deux autres podiums (Qatar et Saint-Marin). Il termine vice-champion du monde. Jorge Lorenzo accède trois fois au podium (Espagne, Aragon et Malaisie), Danilo Petrucci monte quatre fois sur le podium (Italie, Pays-Bas, Saint-Marin et Japon).
- Saison 2018 : les pilotes, Andrea Dovisiozo, Jorge Lorenzo et Danilo Petrucci sur les versions les plus évoluées, soit la GP18. Michelle Pirro et Casey Stoner évoluaient en tant que pilotes de développement et essayeur. Andrea Dovisiozo signe quatre victoires (Qatar, République tchèque, Misano et Valence), il finit second (Mugello, Aragon et Thaïlande) et troisième (Autriche et Australie). Il termine vice-champion du monde, pour la seconde fois consécutive. Jorge Lorenzo signe trois victoires (Mugello, Catalogne et Autriche), il finit second (République tchèque). Danilo Petrucci monte sur la seconde marche (France). Plusieurs poles sont signées : Jack Miller (Argentine) ; Jorge Lorenzo (Catalogne, Silverstone, Misano et Aragon) et Andrea Dovisiozo (Brno).
- Saison 2019 : les pilotes de l'équipe officielle, Andrea Dovisiozo et Danilo Petrucci, ainsi que Jack Miller (équipe Pramac) pilotaient une GP19. Michelle Pirro dans son rôle de pilote d’essai et de développement. Andrea Dovisiozo signe deux victoires (Qatar et Autriche), il termine second (France, République tchèque et Aragon), 3e (Argentine, Italie, Japon et Malaisie). Danilo Petrucci signe une victoire (Italie), il finit 3e (France et Catalogne). Jack Miller termine 3e (Austin, République tchèque, Aragon, Australie et Valence).
- Saison 2020 : les pilotes de l'équipe officielle, Andrea Dovisiozo et Danilo Petrucci, ainsi que ceux de l'équipe satellite (Pramac), Jack Miller et Francesco Bagnaia, ont officié sur des GP20. Les pilotes de l'équipe satellite (Esponsorama Racing - Avintia), Esteve Rabat et Johann Zarco, ont officié sur des GP19. Andrea Dovisiozo gagne (Autriche) et finit troisième (Espagne), Danilo Petrucci gagne (France), Jack Miller finit deuxième (Styrie, Valencia et Portugal) troisième (Autriche), Johann Zarco termine troisième (République tchèque) après avoir fait la pole, et Francesco Bagnaia finit deuxième (Saint-Marin).
- Saison 2021 : les pilotes de l'équipe officielle, Jack Miller et Francesco Bagnaia, ainsi que ceux de l'équipe satellite (Pramac Racing), Johann Zarco et Jorge Martin, officient sur des GP21. Les pilotes de l'équipe satellite (Esponsorama Racing – Sky VR46), Enea Bastianini et Luca Marini, officient sur des GP19+. Jack Miller gagne (Jerez et France), finit troisième (Catalogne et Valence), Francesco Bagnaia gagne (Aragon, Misano, Algarve et Valence), second (Portugal, Jerez et Autriche), troisième (Qatar, Austin), Johann Zarco second (Qatar, Doha, France et Catalogne), Jorge Martin gagne (Styrie), second (Valence) et troisième (Doha et Autriche), Enea Bastianini troisième (Misano et Emilie Romagne). Font la pole : Francesco Bagnaia (Qatar, Aragon, Misano, Austin, Emilie Romagne et Algarve), Jorge Martin (Doha, Styrie, Autriche et Valence) et Johann Zarco (Allemagne). Pour le dernier Grand Prix de la saison à Valence, Ducati finit en apothéose, la première ligne de la grille est entièrement rouge (Martin, Bagnaia, Miller) et le podium est entièrement rouge également (Bagnaia, Martin, Miller).
- Saison 2022 : huit pilotes en lice pour cette saison ; Jack Miller et Francesco Bagnaia (Ducati Team), Johann Zarco et Jorge Martin (Pramac Racing), Luca Marini (VR 46) sur la dernière version, soit la GP22 ; Marco Bezzechi (VR 46), Enea Bastianini et Fabio Di Gianantonio (Gresini Racing) sur la version de la saison passée, soit la GP21. Enea Bastianini gagne (Qatar, Amériques et France) (Saint-Marin 2e), Francesco Bagnaia gagne (Jerez, Italie, Pays-Bas, Angleterre, Autriche, Saint-Marin). Jorge Martin (Argentine 2e, Catalogne 2e), Johann Zarco (Portugal 2e, Allemagne 2e, Indonésie 3e, Catalogne 3e), Jack Miller (France 2e, Amériques 3e, Allemagne 3e, Angleterre 3e, Autriche 3e), Marco Bezzechi (Pays-Bas 2e). Font la pole : Jorge Martin (Qatar et Amériques), Johann Zarco (Portugal et Angleterre), Fabio Di Giannantonoi (Italie), Francesco Bagnaia (Jerez, France, Allemagne, Pays-Bas et Aragon), Enea Bastianini (Autriche) et Jack Miller (Saint-Marin).
- Loris Capirossi remporte sept victoires. Il monte également à neuf reprises sur la seconde marche du podium et termine sept fois troisième.
- Troy Bayliss signe une victoire (Valence 2006) et termine quatre fois sur la troisième marche du podium.
- Casey Stoner reste à ce jour le pilote qui enregistre le plus grand nombre (23) de victoires et enregistre 19 (8 et 11) autres podiums ; il est le seul à avoir été titré champion du monde (en 2007), il fut aussi vice-champion l'année suivante (en 2008).
- Andrea Iannone remporte une victoire (Autriche 2016) ; il signe également six podiums (1 et 5).
- Andrea Dovisiozo remporte quatorze victoires. Il monte aussi à 26 reprises sur le podium (14 et 12). Il termine les saisons 2017, 2018 et 2019 à la place de vice-champion du monde. Il compte 141 courses, pour huit saisons (sans manquer un seul départ), à son actif au guidon d’une Desmosedici.
- Jorge Lorenzo est le sixième pilote à faire gagner la Ducati : en 2018 (Mugello, Catalogne et Autriche) ; il signe par ailleurs quatre podiums (2 et 2).
- Danilo Petrucci est le septième à gagner (Italie 2019 et France 2020) avec la Desmosedici ; il signe aussi huit autres podiums (4 et 4).
- Jack Miller est le huitième pilote à avoir emmené la Desmosedici à la victoire (Jerez et le Mans 2021); il signe également dix sept autres podiums (4 et 13).
- Jorge Martin remporte sa première victoire (Styrie 2021) pour sa première saison au guidon de la GP21. Il signe cinq autres podiums (3 et 2).
- Francesco Bagnaia remporte neuf victoires (Aragon, Misano, Algarve et Valence 2021) (Jerez, Italie, Pays-Bas, Angleterre, Autriche et Saint-Marin 2022). Il signe par ailleurs six autres podiums (4 et 2).
- Enea Bastianini est le onzième vainqueur (Qatar, Amériques et France 2022) au guidon d'une Desmosedici et trois podiums (1 et 2).
- Les autres pilotes à avoir emmené leurs machines sur le podium sont : Johann Zarco (6 et 3) ; Valentino Rossi (2 et 1) ; le regretté Nicky Hayden (0 et 3) ; Tony Elias (1 et 1) ; Carlos Checa (0 et 2) ; Marco Bezzecchi (1 et 0), Ruben Xaus, Alex Barros, Cal Crutchlow et Scott Redding (0 et 1).
- Au nombre de courses disputées au guidon d'une Desmosedici, Andrea Dovisiozo en comptabilise 141, Danilo Petrucci 101, Loris Capirossi 96, Nicky Hayden 89 et Karel Abraham 87.

## Galerie

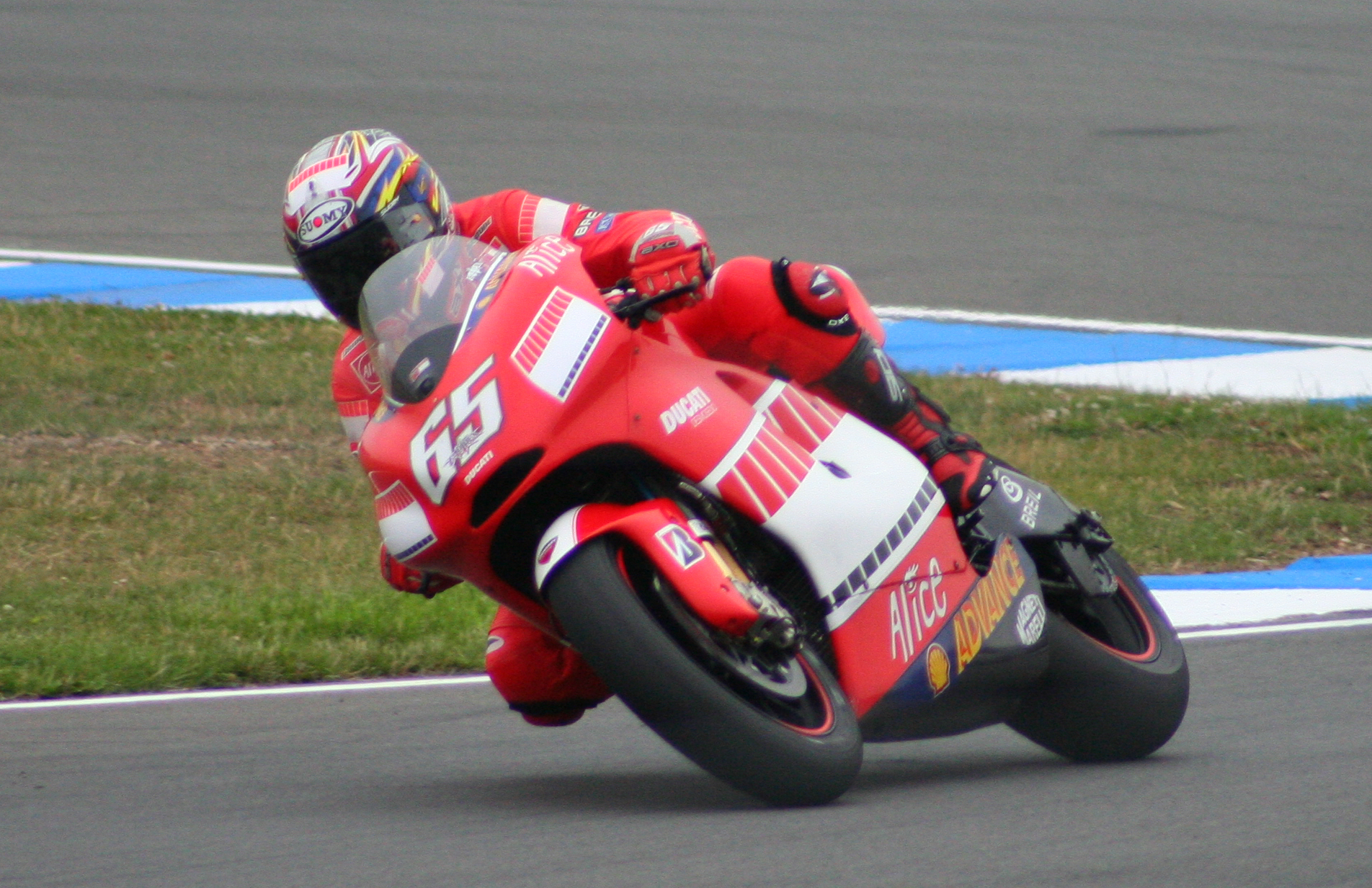
Desmosedici GP5.
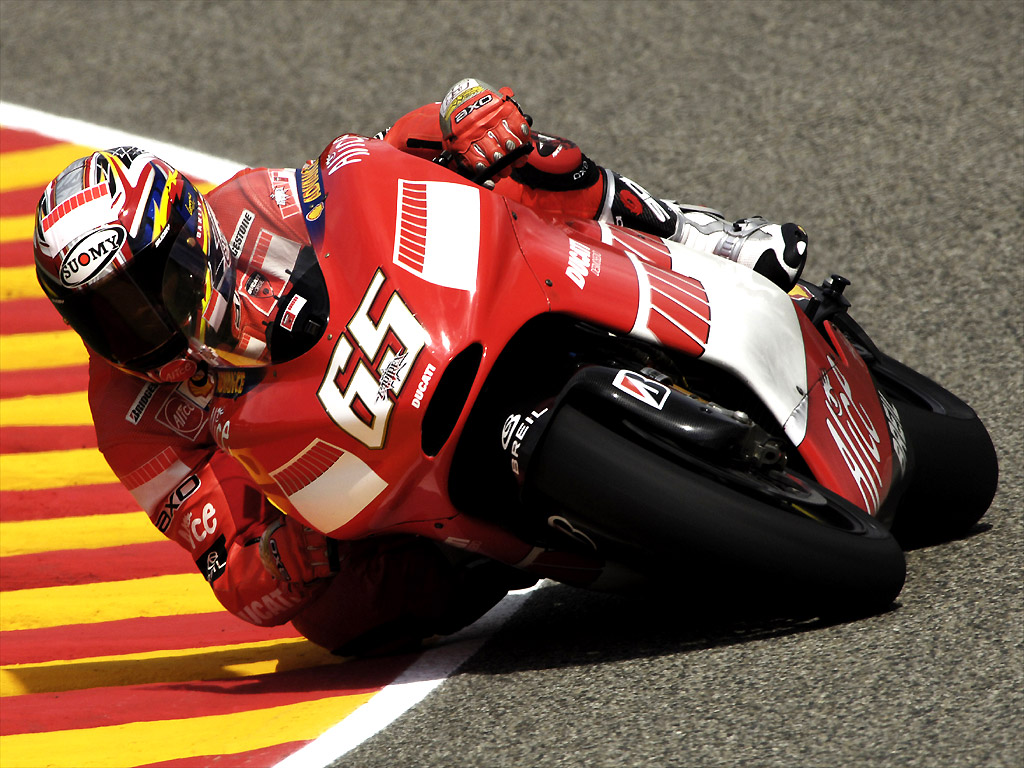
Desmosedici GP6.
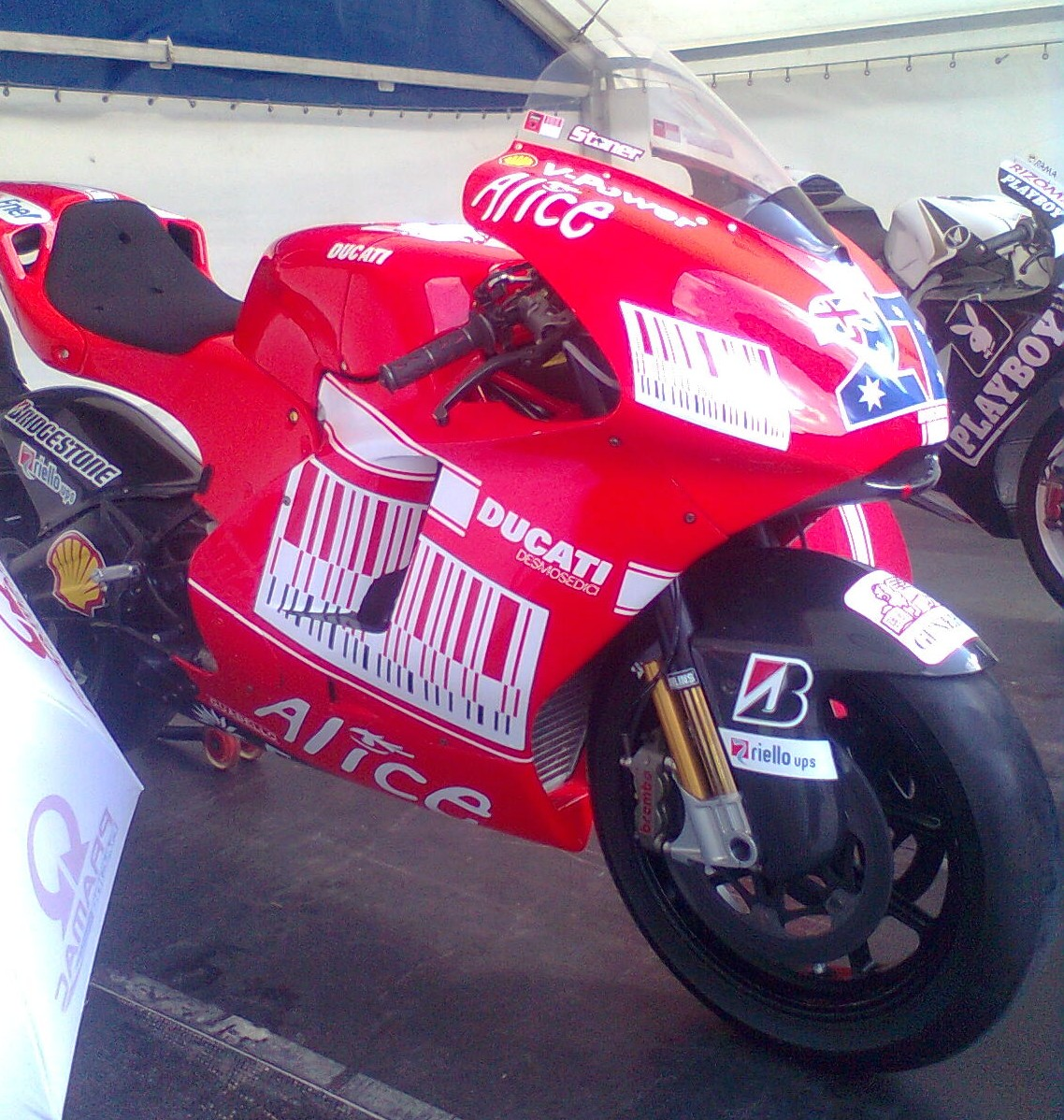
Desmosedici GP7.
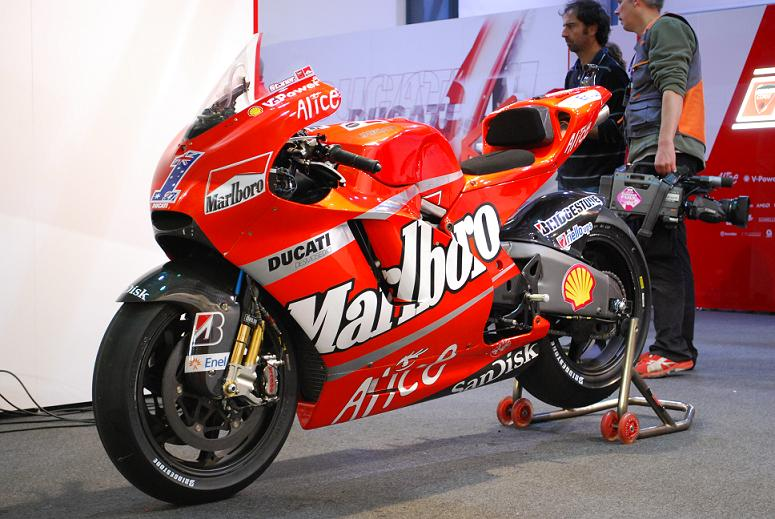
Desmosedici GP8.
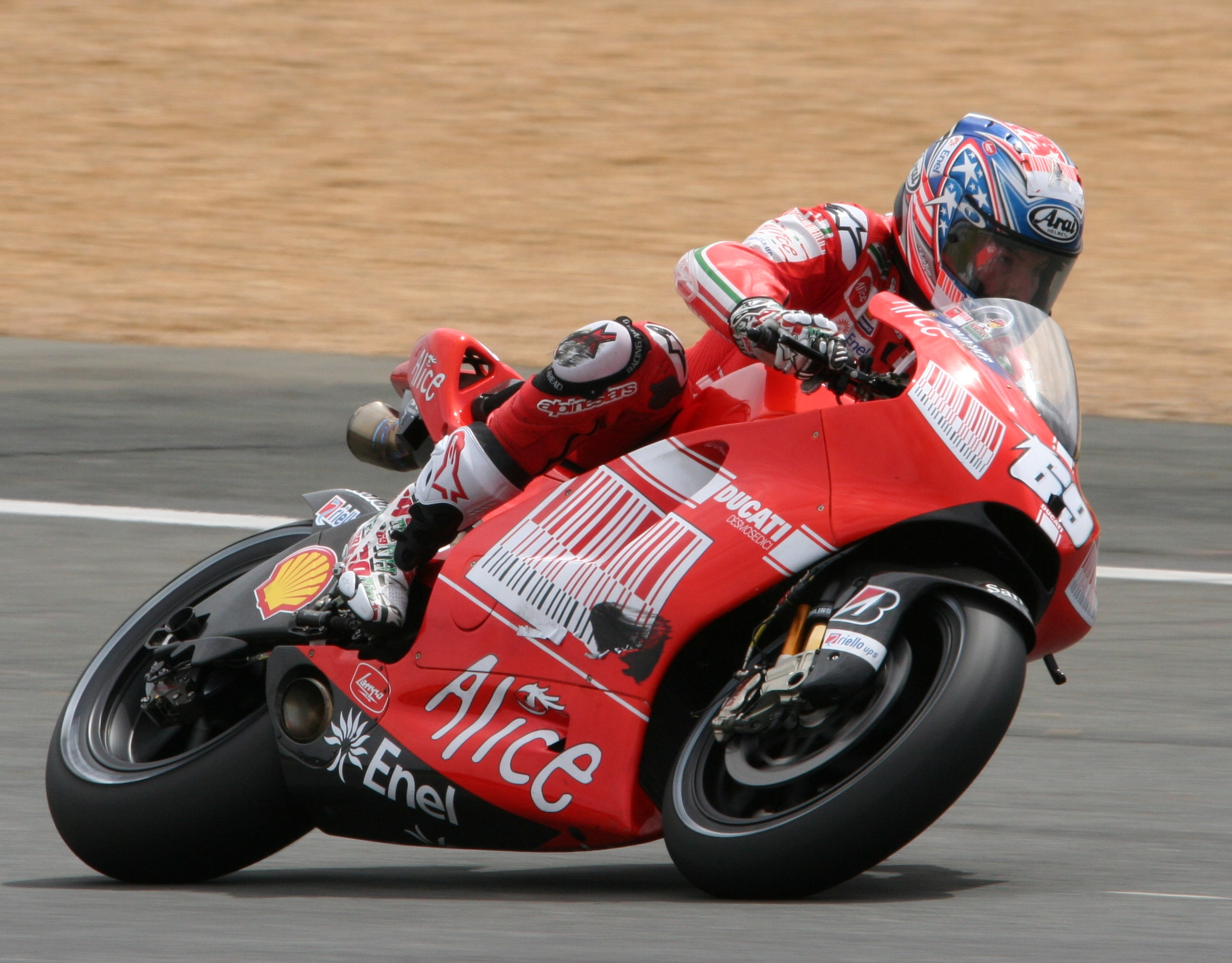
Desmosedici GP9.